# Nossidium
Genre
Nossidium est un genre de coléoptères de la famille des Ptiliidae.

## Liste d'espèces
Selon BioLib (27 février 2021) :
- Nossidium flachi Ganglbauer, 1899
- Nossidium pilosellum (Marsham, 1802)